# Henryk Cegielski
Henryk Sylwester Cegielski (ur. 31 grudnia 1945 w Lesznie, zm. 4 lutego 2015) – polski koszykarz, reprezentant Polski, olimpijczyk.
W reprezentacji Polski występował przez 6 lat (1966-72), biorąc udział w 195 spotkaniach m.in. Igrzysk Olimpijskich, mistrzostw Europy, czy mistrzostw świata. Zdobył w ich trakcie 632 punkty. Po zakończeniu kariery w Polsce wyjechał do Luksemburga, gdzie kontynuował karierę aż do czterdziestego roku życia, w jednym z drugoligowych zespołów. Po zakończeniu kariery pracował przez wiele lat w urzędzie celnym.

## Osiągnięcia i wyróżnienia
Reprezentacja
- Brązowy medalista mistrzostw Europy (1967)
- Uczestnik:
  - mistrzostw:
    - świata (1967 – 5. miejsce)
    - Europy:
      - 1967, 1969 – 4. miejsce, 1971 – 4. miejsce
      - U–18[2] (1964 – 6. miejsce)[3]

  - igrzysk olimpijskich (1968 – 6. miejsce)
  - Interkontynentalnego Pucharu FIBA (1972 – 4. miejsce)[4]

Klubowe
- Dwukrotny finalista pucharu Polski (1970, 1975)

Odznaczenie
- Brązowy Medal za Wybitne Osiągnięcia Sportowe (1967)[5]